# Westbrook (Connecticut)
Pour les articles homonymes, voir Westbrook.
Westbrook est une ville américaine située dans le comté de Middlesex au Connecticut.
Westbrook devient une municipalité en 1840. Elle doit son nom à la Saybrook West Ecclesiastical Society.

## Démographie
| 1840  | 1850  | 1860  | 1870 | 1880 | 1890 |
| ----- | ----- | ----- | ---- | ---- | ---- |
| 1 182 | 1 202 | 1 056 | 987  | 878  | 874  |

| 1900 | 1910 | 1920 | 1930  | 1940  | 1950  |
| ---- | ---- | ---- | ----- | ----- | ----- |
| 884  | 951  | 849  | 1 037 | 1 159 | 1 549 |

| 1960  | 1970  | 1980  | 1990  | 2000  | 2010  |
| ----- | ----- | ----- | ----- | ----- | ----- |
| 2 399 | 3 820 | 5 216 | 5 414 | 6 292 | 6 938 |

Selon le recensement de 2010, Westbrook compte 6 938 habitants. La municipalité s'étend sur 21,56 milles carrés (55,84 km2), dont 5,78 milles carrés (14,97 km2) d'étendues d'eau.